# Biskup Petros ze świętym Piotrem Apostołem

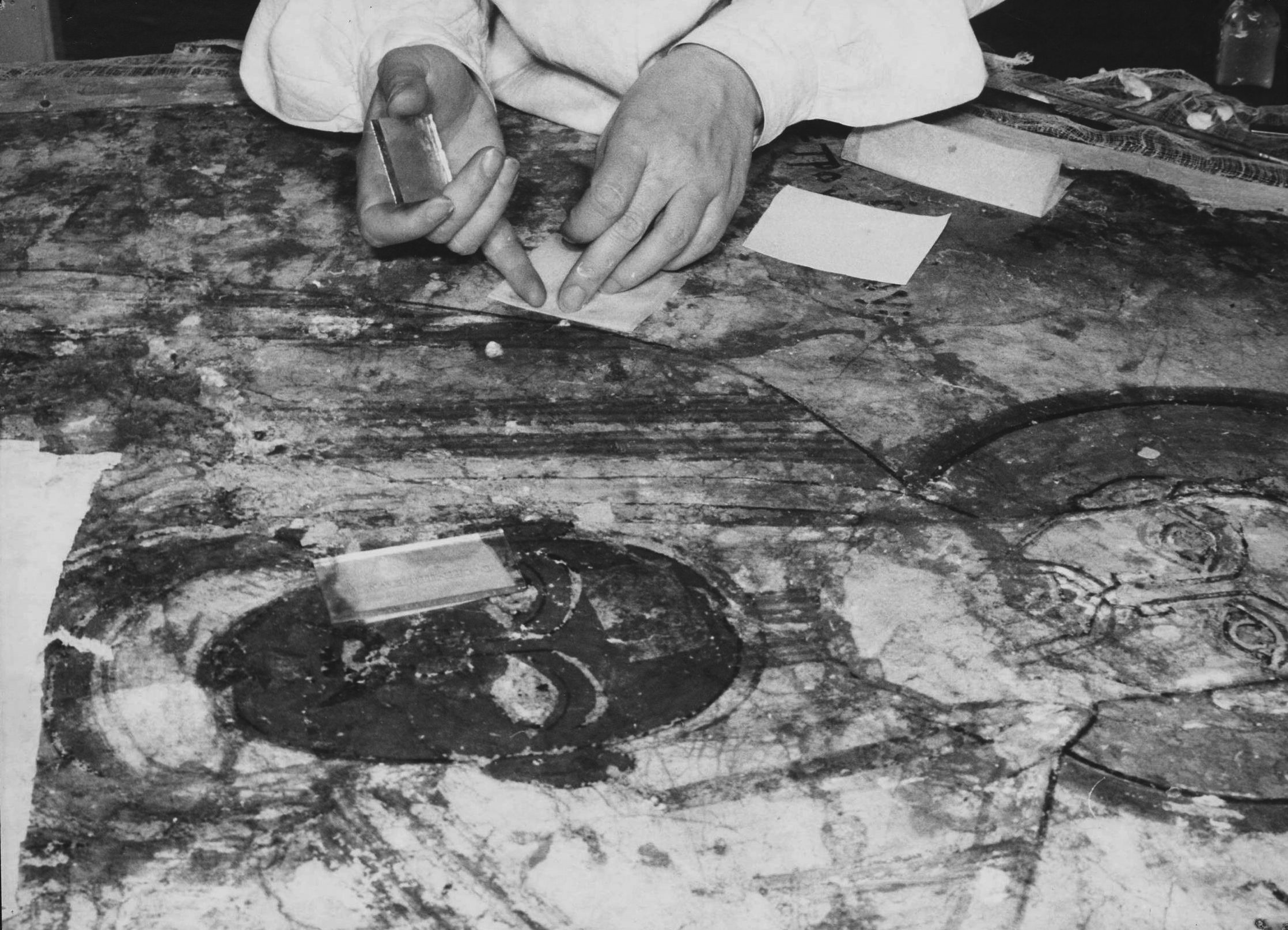
Prace przy restauracji malowidła po przewiezieniu do Warszawy, 1964-1966

Biskup Petros ze świętym Piotrem Apostołem – nubijskie malowidło ścienne datowane na ostatnią ćwierć X wieku, wykonane temperą na tynku mułowym w technice al secco, przedstawiające Petrosa, biskupa Faras w latach 974–997. Anonimowe dzieło zostało odnalezione w katedrze w Faras na terenie dawnej Nubii w dzisiejszym Sudanie i od 1964 znajduje się w zbiorach Muzeum Narodowym w Warszawie. Jest eksponowane w  Sali VI Galerii Faras im. Profesora Kazimierza Michałowskiego.
Malowidło, będące częścią większej kompozycji, przedstawiającej także króla Georgiosa II z Marią i Dzieciątkiem, zostało namalowane na zachodniej ścianie kaplicy znajdującej się przy południowej nawie katedry. Portret biskupa był zamieszczony po prawej stronie wizerunku króla. Przedstawienie dwóch najwyższych hierarchów ze świętymi patronami wskazywało na nadprzyrodzone pochodzenie władzy dostojników oraz symbolizowało jedność władzy duchownej i świeckiej.
Wizerunek powstał za życia biskupa Petrosa; wskazuje na to grecka inskrypcja z życzeniami „wielu lat (życia)”.
Obraz jest jednym z najpiękniejszych wizerunków nubijskich dostojników z faraskiej katedry i jednym z sześciu najlepiej zachowanych portretów biskupów Faras.

## Opis
Ciemnoskóry biskup został przedstawiony w szatach służących do odprawiania liturgii, których elementem była wąska, biała chusteczka (gr. encheiron), okręcona wokół palca wskazującego prawej dłoni. Pokazuje nią trzymaną w prawej ręce Ewangelię.
Petros jest ubrany w długą, białą szatę (sticharion) w pionowe zielone pasy. Jego żółty felonion (ornat), w kształcie wydłużonej elipsy, ma wzór z czerwonej siatki, w której oczka są wszyte drogie kamienie. Brzeg ornatu jest obszyty taśmą z zielonymi i czerwonymi klejnotami. Epitrachelion jest ozdobiony żółtymi kołami z zielonym obwodem i czerwonymi prostokątami. Świadczący o biskupiej godności omoforion ma biały kolor i wzór z następujących po sobie kół i prostokątów. Głowa hierarchy jest owinięta w zawój charakterystyczny dla Kościoła koptyjskiego, co może wskazywać, że Petros był monofizytą.
Za plecami biskupa stoi święty Piotr Apostoł, noszący będącą symbolem męczeństwa koronę. Święty kładzie obie ręce na ramionach biskupa. Ta częsta w malarstwie nubijskim scena protekcji wskazuje na nadprzyrodzoną legitymizację duchowej władzy biskupa.
Wokół głowy św. Piotra znajduje się wykonana czarną farbą grecka inskrypcja o treści: ŚWIĘTY PIOTR APOSTOŁ MĘCZENNIK KRZYŻA ABBA PETROS BISKUP I METROPOLITA PACHORAS (OBY ŻYŁ) WIELE LAT.